# Portretul lui Barbu Catargiu (pictură de Theodor Aman)
 Acest articol dezvoltă secțiunea Opera a articolului principal Theodor Aman 
Portretul lui Barbu Catargiu este o pictură creată de Theodor Aman în anul 1862 în stil academist. Lucrarea a fost făcută după o fotografie realizată de Carol Popp de Szathmári ce a făcut parte din fotomontajul intitulat „Camera Legiuitoare a României din Anul 1859".  Aman a mai pictat un portret aproape identic, care se află astăzi la Muzeul Brăilei „Carol I" (inv. 255).

## Descriere
„Pictată în manieră academistă, lucrarea redă cu rigurozitate, aproape fotografic, fizionomia personajului și textura veșmintelor. Reprezentat în medalion, pe un Fundal neutru, în griuri colorate, politicianul este așezat picior peste picior pe un scaun cu spătar înalt, având cotul drept sprijinit pe blatul unei mese și mâna stângă pe picior. Este îmbrăcat cu redingotă neagră, pantaloni gri, cămașă și vestă albe și legătură de gât din mătase neagră. Chipul dominat de o frunte înaltă, cu început de calviție este încadrat de favoriți ampli, ce-i ajung până la bărbie. Expresivitatea este accentuată de privirea pătrunzătoare și zâmbetul fin, ușor sarcastic, ce răzbate de sub mustață. Atrag atenția elementele de mobilier, redate cu foarte mare grijă, care fac, de fapt, legătura cu autorul. Sunt piese din casa Aman, un scaun ușor adaptat și biroul sculptat chiar de acesta, piese existente în actualul muzeu.”—Greta Șuteu: AMAN - PICTORUL, Repertoriul de pictură al Muzeului Theodor Aman, 2017, pag. 27

## Portretul de la Brăila

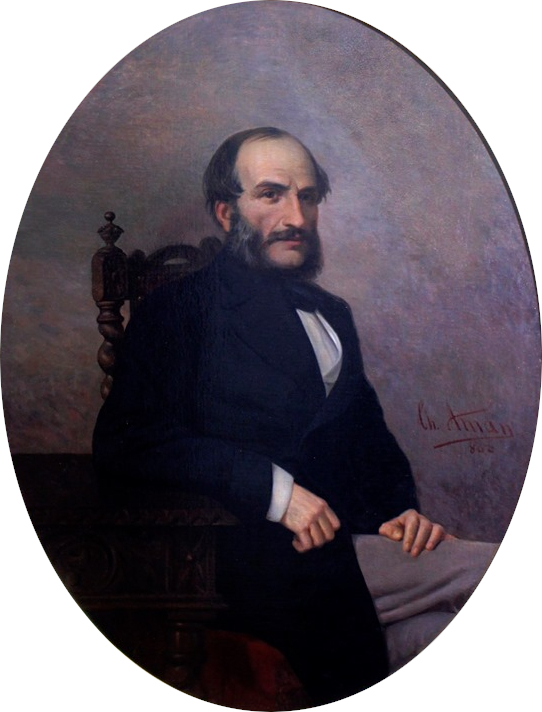
Portretul de la Brăila

Portretul lui Barbu Catargiu este singura pictură realizată de Aman care se află în colecția muzeului. În anul 1966, lucrarea a fost transferată, probabil de la Pinacoteca Națională, la Brăila printr-o hotărâre luată de Comitetul de Stat pentru Cultură și Artă. Portretul de la Brăila este aproape identiv cu cel aflat în colecția Muzeului Aman din București. Ca urmare a restaurării lucrării din Brăila s-a obținut confirmarea privind autenticitatea semnăturii artistului.

## Restaurări
- 1992 - lucrarea din București - Ultima restaurare a fost făcută de pictorul restaurator Ciocsan Octavian în anul 1992 la Laboratorulul de restaurare pictură al Muzeului de Artă Craiova.[1]
- 2019 - lucrarea din Brăila -- a fost restaurată în cadrul laboratorului muzeului din Brăila de restauratorul Enache Emanuela Laura.[2]

## Expoziții la care a fost prezent
- decembria 2007 — februarie 2008 -- București, Muzeul Municipiului București (Palatul Suțu) — Expoziția Gheorghe Tattarescu și contemporanii săi în arta plastică romanească.[1]